# Afterwolle

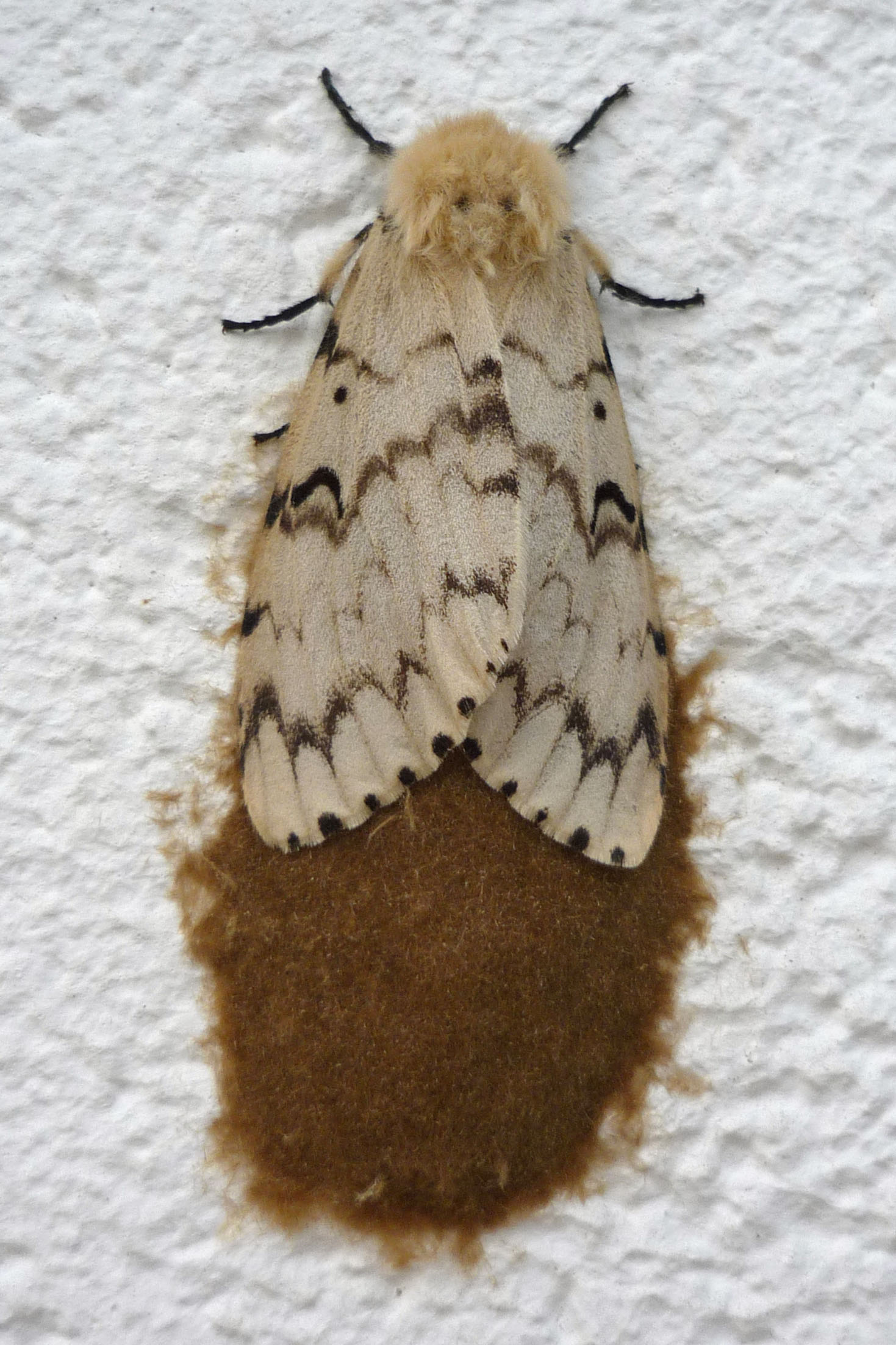
Schwammspinner-Weibchen mit von Afterwolle bedecktem Gelege

Als Afterwolle bezeichnet man Haarschuppen, die Weibchen bei verschiedenen Familien der Schmetterlinge bei der Eiablage auf und um die Eier herum auftragen. Diese können, wie etwa bei einigen Wicklern (Tortricidae), vom Hinterrand der Flügel abgestreift werden, am häufigsten stammen sie jedoch von einem stark ausgebildeten Haarschuppenbüschel, dem sogenannten Afterbusch am Hinterleibsende.
Sie werden aus Gründen der Thermoisolierung, Tarnung oder zum Fernhalten von Regenwasser zur Bedeckung des Geleges verwendet, dienen darüber hinaus aber auch als mechanische Verteidigung gegen Fressfeinde und Parasitoide, wie etwa bei Trägspinnern, oder können zusätzlich mit Brennhaaren durchsetzt sein. Diese stammen ursprünglich von der sich verpuppenden Raupe, die sie zur Herstellung des Kokons verbaut hat. Die weiblichen Falter streifen sie nach ihrem Schlupf von der Innenwand des Kokons auf ihren Afterbusch. Die Brennhaare werden bei der Eiablage entweder ausschließlich oder vermischt mit den eigenen Haarschuppen zum Schutz auf die Eier aufgebracht. Dieses Verhalten ist bei Trägspinnern, Zahnspinnern (Notodontidae) und dort insbesondere bei Prozessionsspinnern (Thaumetopoeinae) und von Pfauenspinnern (Saturniidae) der Unterfamilie Hemileucinae nachgewiesen. Weitere Familien, bei denen die Gelege mit Afterwolle bedeckt werden, sind unter anderem Glucken (Lasiocampidae), Trägspinner (Lymantriidae), Bärenspinner (Arctiidae), Spanner (Geometridae) und Bläulinge (Lycaenidae).
Ein typisches Beispiel liefert der Schwammspinner (Lymantria dispar), der seinen deutschen Namen durch das schwammartige Aussehen seines mit Afterwolle bedeckten Geleges erhalten hat.

## Belege